# 이천비행장
이친비행장은 이천시 대월면과 동지역에 걸쳐있는 비행장이다.